# Bakos László (gyártásszervező)
Bakos László (Budapest, 1946. szeptember 7. –) magyar gyártásszervező.

## Élete
A Vörösmarty Mihály Gimnáziumban 1965-ben érettségizett, majd a MAFILM II-es telepén a Híradó és Dokumentumfilmgyárban Knoll István rendező-operatőr asszisztenseként dolgozott. 1966-tól 1999-ig a Magyar Televízió munkatársa. 1966-tól két éven át a Falu rovat felvételvezetője, 1968-tól 1970-ig az Ipari rovat munkatársa volt. Időközben elvégezte a Magyar Televízió kétéves gyártásvezetői tanfolyamát. Már a tanfolyam ideje alatt kinevezték gyártásvezetőnek. 
1970-ben az induló A Hét című, kül- és belpolitikával foglalkozó heti magazinműsorhoz került gyártási csoportvezetői beosztásba. 1980-ban új kulturális periodika került a képernyőre Stúdió címmel, ahol 18 éven át főgyártásvezetőként tevékenykedett. Mellette 1981-ben diplomázott az Színház és Filmművészeti Főiskolán, ahol Föld Ottó osztályába járt. 
Közben 1991 és 1993 között a Stúdió Produceri Iroda vezetője. Röviddel a műsor megszűnése előtt a Filmfőszerkesztőség gazdasági-, és gyártási vezető helyettese (1998). Televíziós pályája utolsó évében a Központi Üzemviteli Igazgatóság munkatársa, igazgató helyettese (1998-1999). Gyártási és gazdasági vezető beosztásaival járó feladatok ellátása mellett a gyakorlati munkától egy pillanatra sem távolodott el. Az MTV-ben eltöltött egy emberöltő alatt körülbelül 1200 műsor megvalósításában működött közre. Televíziós munkái mellett 1989-ben az Idegenforgalmi Kiadó és Propaganda Vállalat Film- és Videóstúdióját irányította. 1994-től 1995-ig a TV3 egyik főgyártásvezetője volt. Két éven keresztül a Bárka Színház működtetésért felelős igazgató helyettese (2002-2004), majd 2004 és 2008 között a Duna Televíziót felügyelő Hungária Televízió Közalapítvány titkárságvezetője.
1981-ben megismerkedik Michael Kluth  német szerkesztő-rendező, producerrel. Ettől kezdve a Magyarországon – a német közszolgálati televízió társaságok (ARD, ZDF, ARTE) számára – forgatott  portré-, dokumentum- és riportfilmek létrehozásában – részben – társszerzőként vesz részt.

## Iskolái
- Magyar Televízió Gyártásvezetői tanfolyam, 1966-1968
- Színház- és Filmművészeti Főiskola, Gyártásszervező szak, 1978-1981
- Korda Sándor Film- és T.V. Produceri Akadémia, 1991-1994

## Díjai, kitüntetései
- Kiváló Munkáért díj (1982, 1987)
- MTV Nívódíjak; 1971, 1972, 1978, 1983, 1985, 1986, 1988
- Miskolci Tévéfesztivál alkotói díjak; 1980, 1984

## Főbb televíziós munkái
- A Hét (1970-1980), főszerkesztő: Polgár Dénes
- Milyenek az olaszok – sorozat (1970-1972), szerkesztő-riporter: Róbert László
- Kardos G. György hét napja, szerkesztő-riporter: Nógrádi Gábor
- Stúdió kulturális hetilap (1980-1998) TV-műsor, főszerkesztő: Érdi Sándor

## Filmek
- Drei Maler in Ungarn
- Der Balaton/Zwischen Wellen und Vulkanen
- Budapest '97 Spuren der Geschichte und Feier des Jugendstils
- György Konrád – ein unbequemer Denker
- Ostkunst – ungarische Kunst heute
- Der Bürgermeister, der Dichter und ein toter Held
- Schilftraume am Balaton